# 1531 год
1531 (ты́сяча пятьсо́т три́дцать пе́рвый) год  по юлианскому календарю — невисокосный год, начинающийся в воскресенье. Это 1531 год нашей эры, 1‑й год 4‑го десятилетия XVI века 2‑го тысячелетия, 2‑й год 1530‑х годов. Он закончился 494 года назад.
| Пн | Вт | Ср | Чт | Пт | Сб | Вс |
|    |    |    |    |    |    | 1  |
| 2  | 3  | 4  | 5  | 6  | 7  | 8  |
| 9  | 10 | 11 | 12 | 13 | 14 | 15 |
| 16 | 17 | 18 | 19 | 20 | 21 | 22 |
| 23 | 24 | 25 | 26 | 27 | 28 | 29 |
| 30 | 31 |    |    |    |    |    |

| Пн | Вт | Ср | Чт | Пт | Сб | Вс |
|    |    | 1  | 2  | 3  | 4  | 5  |
| 6  | 7  | 8  | 9  | 10 | 11 | 12 |
| 13 | 14 | 15 | 16 | 17 | 18 | 19 |
| 20 | 21 | 22 | 23 | 24 | 25 | 26 |
| 27 | 28 |    |    |    |    |    |

| Пн | Вт | Ср | Чт | Пт | Сб | Вс |
|    |    | 1  | 2  | 3  | 4  | 5  |
| 6  | 7  | 8  | 9  | 10 | 11 | 12 |
| 13 | 14 | 15 | 16 | 17 | 18 | 19 |
| 20 | 21 | 22 | 23 | 24 | 25 | 26 |
| 27 | 28 | 29 | 30 | 31 |    |    |

| Пн | Вт | Ср | Чт | Пт | Сб | Вс |
|    |    |    |    |    | 1  | 2  |
| 3  | 4  | 5  | 6  | 7  | 8  | 9  |
| 10 | 11 | 12 | 13 | 14 | 15 | 16 |
| 17 | 18 | 19 | 20 | 21 | 22 | 23 |
| 24 | 25 | 26 | 27 | 28 | 29 | 30 |

| Пн | Вт | Ср | Чт | Пт | Сб | Вс |
| 1  | 2  | 3  | 4  | 5  | 6  | 7  |
| 8  | 9  | 10 | 11 | 12 | 13 | 14 |
| 15 | 16 | 17 | 18 | 19 | 20 | 21 |
| 22 | 23 | 24 | 25 | 26 | 27 | 28 |
| 29 | 30 | 31 |    |    |    |    |

| Пн | Вт | Ср | Чт | Пт | Сб | Вс |
|    |    |    | 1  | 2  | 3  | 4  |
| 5  | 6  | 7  | 8  | 9  | 10 | 11 |
| 12 | 13 | 14 | 15 | 16 | 17 | 18 |
| 19 | 20 | 21 | 22 | 23 | 24 | 25 |
| 26 | 27 | 28 | 29 | 30 |    |    |

| Пн | Вт | Ср | Чт | Пт | Сб | Вс |
|    |    |    |    |    | 1  | 2  |
| 3  | 4  | 5  | 6  | 7  | 8  | 9  |
| 10 | 11 | 12 | 13 | 14 | 15 | 16 |
| 17 | 18 | 19 | 20 | 21 | 22 | 23 |
| 24 | 25 | 26 | 27 | 28 | 29 | 30 |
| 31 |    |    |    |    |    |    |

| Пн | Вт | Ср | Чт | Пт | Сб | Вс |
|    | 1  | 2  | 3  | 4  | 5  | 6  |
| 7  | 8  | 9  | 10 | 11 | 12 | 13 |
| 14 | 15 | 16 | 17 | 18 | 19 | 20 |
| 21 | 22 | 23 | 24 | 25 | 26 | 27 |
| 28 | 29 | 30 | 31 |    |    |    |

| Пн | Вт | Ср | Чт | Пт | Сб | Вс |
|    |    |    |    | 1  | 2  | 3  |
| 4  | 5  | 6  | 7  | 8  | 9  | 10 |
| 11 | 12 | 13 | 14 | 15 | 16 | 17 |
| 18 | 19 | 20 | 21 | 22 | 23 | 24 |
| 25 | 26 | 27 | 28 | 29 | 30 |    |

| Пн | Вт | Ср | Чт | Пт | Сб | Вс |
|    |    |    |    |    |    | 1  |
| 2  | 3  | 4  | 5  | 6  | 7  | 8  |
| 9  | 10 | 11 | 12 | 13 | 14 | 15 |
| 16 | 17 | 18 | 19 | 20 | 21 | 22 |
| 23 | 24 | 25 | 26 | 27 | 28 | 29 |
| 30 | 31 |    |    |    |    |    |

| Пн | Вт | Ср | Чт | Пт | Сб | Вс |
|    |    | 1  | 2  | 3  | 4  | 5  |
| 6  | 7  | 8  | 9  | 10 | 11 | 12 |
| 13 | 14 | 15 | 16 | 17 | 18 | 19 |
| 20 | 21 | 22 | 23 | 24 | 25 | 26 |
| 27 | 28 | 29 | 30 |    |    |    |

| Пн | Вт | Ср | Чт | Пт | Сб | Вс |
|    |    |    |    | 1  | 2  | 3  |
| 4  | 5  | 6  | 7  | 8  | 9  | 10 |
| 11 | 12 | 13 | 14 | 15 | 16 | 17 |
| 18 | 19 | 20 | 21 | 22 | 23 | 24 |
| 25 | 26 | 27 | 28 | 29 | 30 | 31 |

## События
- 1493—1593 — Столетняя хорватско-османская война. Серия вооружённых конфликтов между Королевством Хорватия и Османской империей[1].
- 1507—1622 — Португало-персидская война. Ряд вооружённых конфликтов между колониалистской Португалией и вассальным Ормузом, с одной стороны, и Сефевидской империей, поддерживаемой англичанами, с другой[2].
- 1511—1641 — Малайско-португальская война. Вооружённый конфликт XVI-XVII веков, в котором Малаккский султанат при поддержке империи Мин, Голландской Ост-Индской компании (с 1607) и Джохора безуспешно сопротивлялся Португальской империи, стремившейся захватить Малакку и установить контроль над торговлей между Индией и Китаем[3].
- 1514—1555 — Турецко-персидская война[4].
- 1526—1543 — пять походов турок против Венгрии.
- 1527—1538 — Венгерская гражданская война[5].
- 1529—1533 — Австро—турецкая война[6].
- 1529—1536 — Альваро Нуньес Кавеса де Вака (1490—1564 или 1507-59) первым из европейцев пересек Северную Америку с востока на запад (Великие равнины, бассейн Рио-Гранде).
- 1529—1543 — Адало-эфиопская война[7].
- 1530—1533 — крестьянские волнения в Радоушове (Чехия).
- 1530—1535 — племена текрур опустошили всю страну Мали южнее Сенегала.
- 1531 — Вторая каппельская война[8].
- 22 августа — битва при Обертыне — Польша, в борьбе за Покутье, победила втрое большее войско Молдавии господаря Петра Рареша[9].
- Декабрь — появление Девы Марии Гваделупской — образа Богородицы, наиболее почитаемой святыни Латинской Америки.
- Война Цюриха с пятью лесными католическими кантонами. Разгром Цюриха в битве при Каппеле. Цвингли погиб в бою.
- Конкистадор Франсиско Писарро (ок.1470/5-1541) вторгся в Перу, использовав междоусобную борьбу двух братьев за трон.
- Открытие биржи в Антверпене.
- На месте Акапулько основано первое поселение.

## Русское государство
Правление: 1505—1533 —  Василий III Иванович
- 1530—1531 — Русско-казанская война[10].
  - Ноябрь 1530 — май 1531 — длительные переговоры о мире в Москве и Казани[11].
  - Засилье крымцев и нагайцев привели к междоусобице в Казанском ханстве с участием податного населения[11].
  - Мятеж казанской знать в Казанском ханстве во главе с Булат-Ширином и царицей Гаухаршад (Ковгоршат), просивших Василия III оказать им военную помощь. Причина — политическая позиция Сафа-Гирея в отношении России, наносящая ущерб экономике ханства[12].
  - Сафа-Гирей бежит в Ногайскую Орду, а его сторонники казнены[11].
  - Лето (по другим данным 1532) — усиление русского влияния в Казанском ханстве привело к тому, что по согласованию с Василием III новым казанским ханом стал брат Шах-Али — Джан-Али, который проводил про русскую политику, в ряде случаев признавал и ограничение суверенитета ханства[11].
- Начало года — вероятно, в результате ходатайства настоятеля святой горы Афон, Максим Грек вторично вызван на Священный Собор: ему были предъявлены обвинения в «порче» богослужебных книг. Суд ссылаясь на отсутствие покаяния Максима, не снял с него церковного прещения и наказания (позже Максим Грек писал, что трижды просил прощения), сослали в Тверской Отроч монастырь под надзор епископа Акакия Тверского, который весьма уважал его и предоставил возможность читать и писать[13].
- Начало года — Вассиан на Священном соборе обвинён в ереси, "хуле" на русских чудотворцев, в порче ("развращении") Кормчей и неуважением правил церковных соборов. Сослан в Иосифов Волоцкий монастырь, где и умер[14].
- Февраль — Воротынский Иван Михайлович попадает в кратковременную опалу (см. 1522 и 1534)[15].
- 15 августа — новгородцы приносят присягу Василию III и его супруге Елене Глинской и наследнику Ивану IV Васильевичу[16].
- 24 августа — Василий III Иванович, после рождения сына Ивана Грозного (род. 1530), заключил договоры с братьями Юрием и Андреем Ивановичами, в соответствии с которыми они принесли присягу на верность не только ему самому, но и его сыну, а Юрий отказался от претензий на великокняжеский стол[16][17].
- 17 сентября — Василий III с семейством отправляется в Троице-Сергиев монастырь, где 25 сентября торжественно празднует память преподобного Сергия Радонежского. Из Троицы отсылает супругу с детьми в Москву, а сам едет на охоту в Волоколамск и Можайск[16].
- 19 ноября — Василий III возвращается в Москву[16].
- Русско-ливонское перемирие, направленное  на облегчение торговли русских купцов на территории Ливонского Ордена[17].
- Пожалованы боярством: Шуйский Иван Васильевич, Микулинский Василий Андреевич, Морозов Иван Григорьевич, Тучков Михаил Васильевич[18].

### Города и поселения
- В Коломне завершено строительство каменного Коломенского кремля.
- В Кашире построена деревянная крепость[19].
- В Чернигове возведён острог[20].

## Начало правления
См.также: Список глав государств в 1531 году
- 1531—1564 — король Германии Фердинанд I Габсбург.
- 1531—1537 — Аския Сонгаи Мухаммед Бенкан.

## Родились
См. также: Категория:Родившиеся в 1531 году
- Антонио из Крату — приор мальтийских рыцарей в Португалии (с резиденцией в Крату), претендовавший на португальский престол после угасания Ависской династии.
- Веспасиано I Гонзага — итальянский аристократ, дипломат, писатель, военный инженер и кондотьер.
- Стюарт, Джеймс, граф Морей (регент Шотландии) — крупный шотландский государственный деятель середины XVI века, регент Шотландии в 1567—1570 гг.

## Скончались

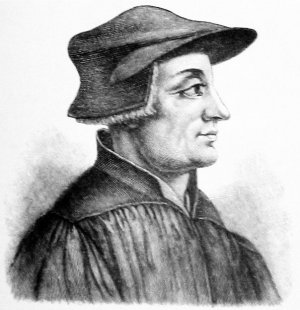
Портрет Ульриха Цвингли

См. также: Категория:Умершие в 1531 году
- 11 октября — Ульрих Цвингли, швейцарский реформатор и гуманист; погиб в битве при Каппеле.
- Андреа дель Сарто — итальянский живописец флорентийской школы. Ученик Пьеро ди Козимо.
- Бургкмайр, Ганс — немецкий художник.
- Луиза Савойская — принцесса Савойская, мать французского короля Франциска I, которая играла ключевую роль в событиях его царствования.
- Рименшнейдер, Тильман — крупнейший немецкий скульптор эпохи поздней готики.